# Tokyo Gate Bridge
Le Tokyo Gate Bridge (東京ゲートブリッジ), est un pont à poutres en porte-à-faux au-dessus de la baie de Tokyo reliant le quartier de Wakasu
dans l'arrondissement de Kōtō et le parc maritime de Jonanjima dans l'arrondissement d'Ōta à Tokyo.
Il a été achevé en 2011, et il est entré en service le 12 février 2012,.

## Architecture
La forme de ses poutres treillis, dont la silhouette peut faire penser à deux dinosaures se faisant face, lui ont donné le surnom de pont dinosaure.
D'une longueur totale de 2 618 m, l'ouvrage a une portée de 440 m, une hauteur de 87,8 m et une hauteur libre sous tablier de 54,6 m pour le passage de bateaux.
Sa faible hauteur est due à sa proximité avec l'aéroport international de Tokyo-Haneda (la hauteur maximale étant fixée à 98 m).

## Emplacement et trafic
Il est constitué de 4 voies routières et d'une passerelle piétonne, praticable de 10h à 17h. Le pont n'a pas de péage et est illuminé la nuit.
Son emplacement en plein cœur de la baie de Tokyo en fait un élément principal du réseau routier.
Il offre une vue panoramique de Tokyo, et sur la péninsule de Bōsō (préfecture de Chiba).

## Galerie

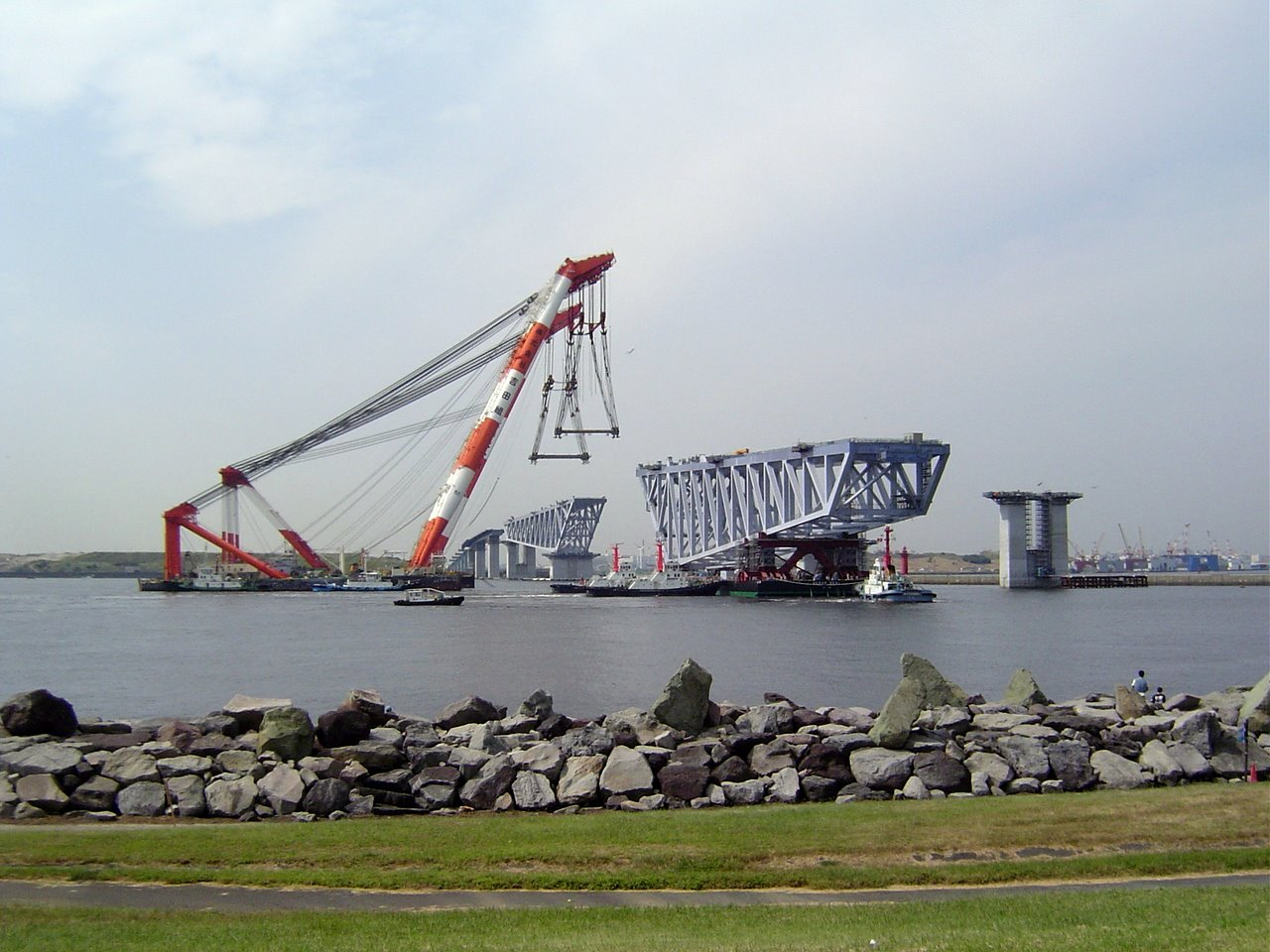
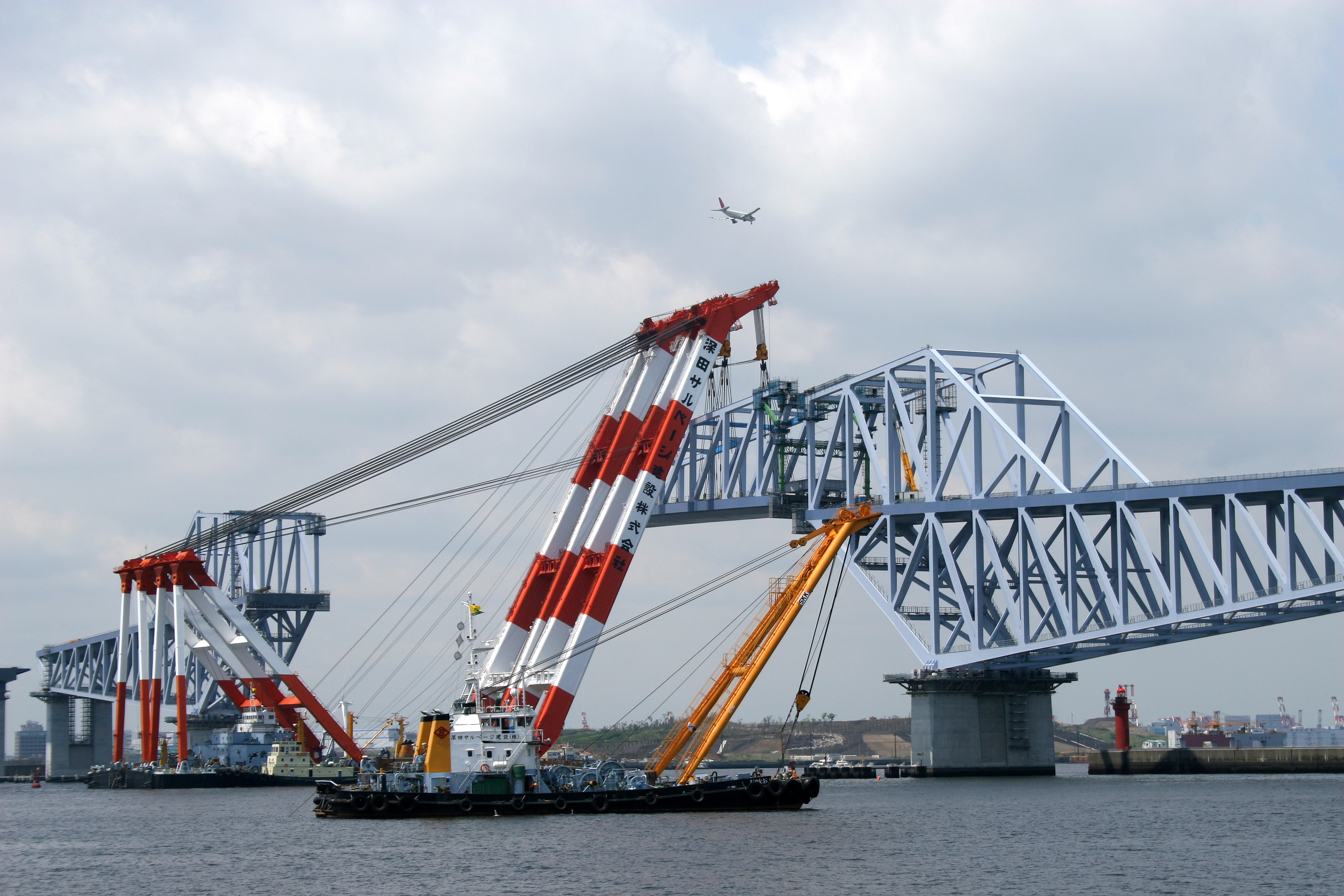
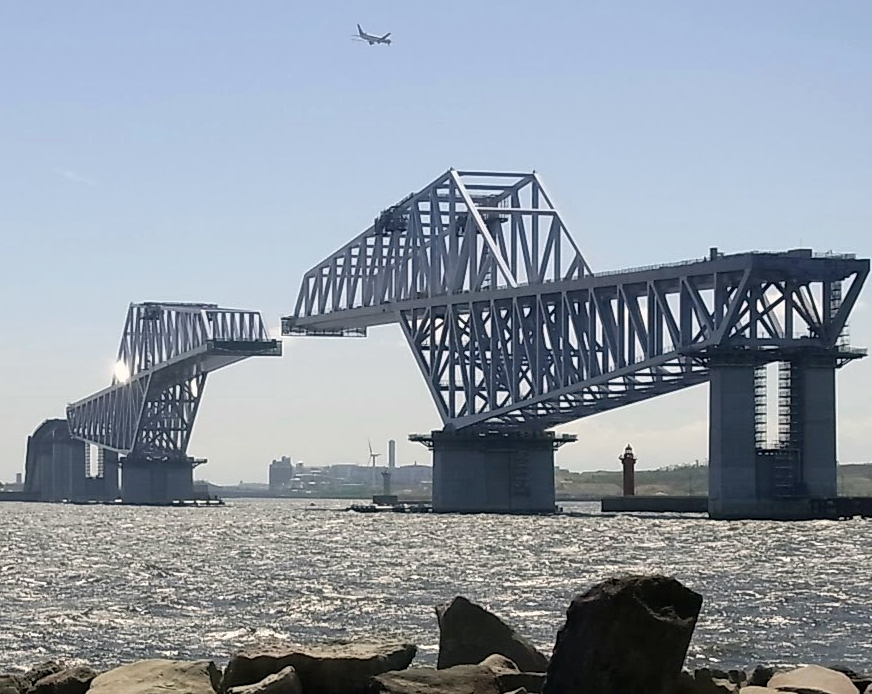
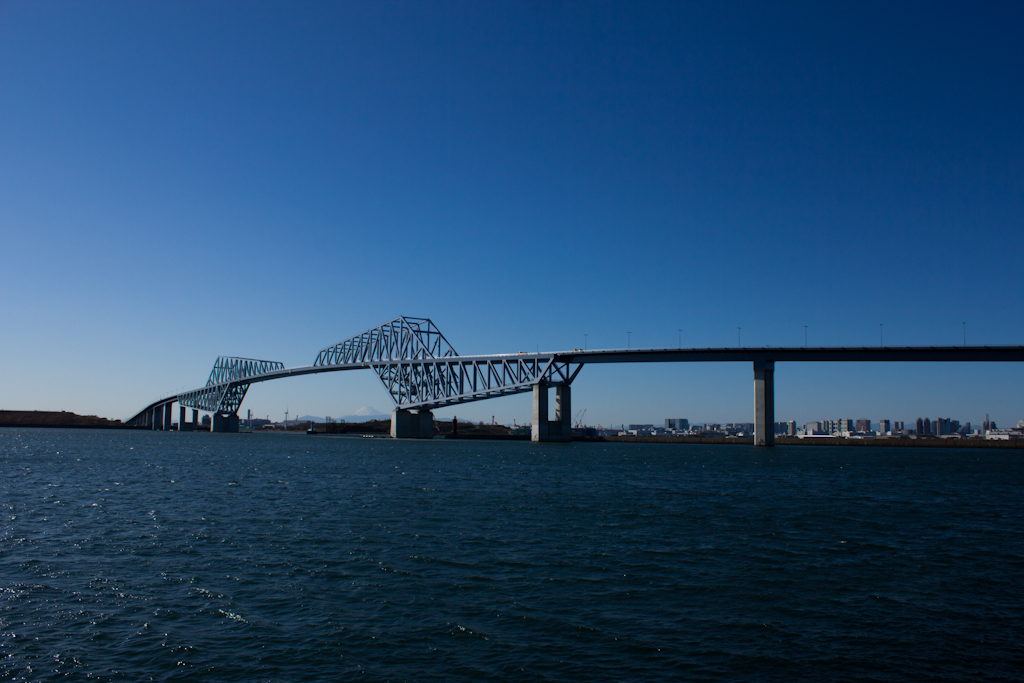